# Fayra Mamoudou
Fayra Mamoudou (auch: Faïra, Faïra Mamoudou, Fayra) ist ein Dorf in der Landgemeinde Makalondi in Niger.

## Geographie
Das von einem traditionellen Ortsvorsteher (chef traditionnel) geleitete Dorf liegt am rechten Ufer des Flusses Goroubi. Es befindet sich rund 24 Kilometer nördlich des Hauptorts Makalondi der gleichnamigen Landgemeinde, die zum Departement Torodi in der Region Tillabéri gehört. Zu den Siedlungen in der näheren Umgebung von Fayra Mamoudou zählen Magou und Djoga im Norden, Torodi im Nordosten sowie Niakatiré im Süden.
Fayra Mamoudou ist Teil der Übergangszone zwischen Sahel und Sudan. Die durchschnittliche jährliche Niederschlagsmenge beträgt hier zwischen 500 und 600 mm. Die Forêt classée de Fayra ist ein 8500 Hektar großes Waldschutzgebiet. Die Unterschutzstellung erfolgte am 4. Dezember 1950. Hier gedeihen die Pflanzenarten Guiera senegalensis, Kinkéliba und Combretum nigricans. Fayra Mamoudou liegt außerdem am Rand einer Important Bird Area namens Makalondi district, die sich im Radius von rund 25 Kilometern um den Hauptort Makalondi erstreckt. Der Schweizer Missionar Pierre Souvairan, der von 1968 bis 1998 in der Gegend lebte, beobachtete hier etwa 310 verschiedene Vogelarten.

## Bevölkerung
Bei der Volkszählung 2012 hatte Fayra Mamoudou 380 Einwohner, die in 43 Haushalten lebten. Bei der Volkszählung 2001 betrug die Einwohnerzahl 117 in 12 Haushalten und bei der Volkszählung 1988 belief sich die Einwohnerzahl auf 57 in 9 Haushalten.